# The Scarlet Letter (película)
La letra escarlata (1995) es una película dirigida por Roland Joffé y protagonizada por Demi Moore y Gary Oldman. La película está basada en la novela homónima de Nathaniel Hawthorne.

## Sinopsis
Siglo XVII, Estados Unidos. Hester Prynne (Demi Moore) ha sido infiel a su marido (Robert Duvall) con el reverendo Dimmesdale (Gary Oldman). Al ser descubierta, la joven está obligada a llevar colgada una A de adúltera en el pecho. Lo que nadie sabe es quién ha sido su amante, que no ha confesado por miedo de dejar de ser un miembro respetado en la comunidad. Pero, el marido está dispuesto a llegar hasta el final y descubrir su identidad...

## Elenco
- Demi Moore como Hester Prynne.
- Gary Oldman como Rev. Arthur Dimmesdale.
- Robert Duvall como Roger Chillingworth.
- Robert Prosky como Horace Stonehall.
- Roy Dotrice como Rev. Thomas Cheever.
- Joan Plowright como Harriet Hibbons.
- Larissa Laskin como Goody Mortimer.
- Amy Wright como Goody Gotwick.
- Tim Woodward como Brewster Stonehall.
- Dana Ivey como Meredith Stonehall.
- Sheldon Peters Wolfchild como Moskeegee.
- Eric Schweig como Metacomet.
- Kristin Fairlie como Faith Stonehall.
- Sarah Campbell como Prudence Stonehall.
- Kennetch Charlette como Tarratine Chief.
- Jodhi May como Voz de Pearl.

## Recepción
La película tuvo un 15% de aprobación en Rotten Tomatoes. Recaudó sólo $10.3 millones de $50 de presupuesto.